# جواو ريبيرو
جواو ريبيرو (بالبرتغالية: João da Rocha Ribeiro‏) هو لاعب كرة قدم برتغالي، ولد في 13 أغسطس 1987 في بورتو في البرتغال. شارك مع منتخب البرتغال تحت 19 سنة لكرة القدم ومنتخب البرتغال تحت 20 سنة لكرة القدم. أما مع النوادي، فقد لعب مع أوردو سبور وفيتوريا دي غيماريش ونادي أكاديميكا كويمبرا ونادي أولهانينسي ونادي بورتو ونافال.

## وصلات خارجية
- جواو ريبيرو على موقع اتحاد تركيا (لاعب) (الإنجليزية)
- جواو ريبيرو على موقع قاعدة بيانات كرة القدم.إي يو (الإنجليزية)
- جواو ريبيرو على موقع Soccerway.com (الإنجليزية)
- جواو ريبيرو على موقع عالم كرة القدم.نت (الإنجليزية)
- جواو ريبيرو على موقع AS.com (الإسبانية)